# Dechawat Poomjaeng
Dechawat Poomjeang est un joueur de snooker thaïlandais né le 11 juillet 1978. Professionnel entre 2011 et 2017, il est surnommé « Mr. Poombasic ».

## Carrière
Son début de carrière est marqué par une victoire lors des championnats du monde amateur 2010 à Damas, en Syrie, aux dépens de l'Indien Pankaj Advani, 10 manches à 7. Ce succès lui permet d'intégrer le circuit principal dans les rangs professionnels pour la saison 2011-2012.
Son meilleur résultat dans un tournoi comptant pour le classement est un huitième de finale. Il atteint ce stade d'une compétition par trois fois, lors du championnat du Royaume-Uni 2015, de l'Open de Chine 2015 et surtout des championnats du monde en 2013.
Au championnat du monde de 2013, il se qualifie pour le grand tableau après s'être débarrassé de Jamie Cope. Opposé à Stephen Maguire au premier tour, Poomjeang crée l'une des plus grosses surprises de l'histoire du tournoi, en battant le 5e mondial de l'époque,. Malgré cette grande performance, Poomjeang est balayé au tour suivant par le jeune Michael White (13-3). Cette lourde défaite n'a rien d'humiliant pour Poomjeang, et c'est avec les honneurs du public que le charismatique joueur thailandais quitte le Crucible.
Après avoir atteint son meilleur classement en mars 2015 (37e mondial), il est relégué du circuit professionnel après la saison 2016-2017. 

## Palmarès
| Légende | Catégorie            | Titres | Finales |
|         | Tournois classés     | 0      | 0       |
|         | Tournois non classés | 0      | 0       |
|         | Tournois amateurs    | 1      | 0       |

### Titres
| Saison | Nom du tournoi               | Lieu  | Finaliste     | Score |
| 2010   | Championnat du monde amateur | Damas | Pankaj Advani | 10-7  |